# Vampire Weekend
Vampire Weekend és un grup de música que fa indie rock amb influències africanes, originari de Nova York i creat el febrer de 2006, que es va donar a conèixer mitjançant diversos blocs d'Internet.

## Història
Els seus membres es van conèixer a la Universitat de Colúmbia, on van fer una pel·lícula d'on van treure el nom del grup: Vampire Weekend (a la cançó "Walcott" en parlen).
El 2007, la seva cançó "Cape Cod Kwassa Kwassa" va acabar a la posició número 67 de la llista de les millors cançons anuals de la revista Rolling Stone
El 29 de gener de 2008 van debutar amb un àlbum homònim que va tenir molt d'èxit sobretot al Regne Unit i als Estats Units. Precedit per dos senzills, "Horchata" octubre de 2009 i "Cousins" desembre de 2009, l'11 de gener de 2010 van treure el segon disc al mercat, Contra.

## Discografia

### Àlbums d'estudi
| 2008                                      | Vampire Weekend - Primer àlbum d'estudi - Llançament: 29 de gener del 2008 - Discogràfica: XL Recordings            | 17 | 4 | 2 | — | 15 | 1 | 44 | 37 | 23 | - UK: Disc d'or |
| 2010                                      | Contra - Segon àlbum d'estudi - Llançament: 11 de gener del 2010 - Discogràfica: XL Recordings                      | 1  | 1 | 1 | 1 | 3  | 1 | 14 | 2  | 4  |                 |
| 2013                                      | Modern Vampires of the City - Tercer àlbum d'estudi - Llançament: 14 de maig del 2013 - Discogràfica: XL Recordings | -  | - | - | - | -  | - | -  | -  | -  |                 |
| "—" denota que no apareixen a les llistes | |    |   |   |   |    |   |    |    |    |                 |

### EPs
- Vampire Weekend (2007)
- The Kids Don't Stand A Chance (2008)
- The MySpace Transmissions (2008)

### Senzills
| 2007                                      | "Mansard Roof"           | —   | —  | —  | —  | —  | —   | —  | Vampire Weekend |
| 2008                                      | "A-Punk"                 | 106 | 25 | 91 | —  | —  | 55  | 17 | Vampire Weekend |
| 2008                                      | "Oxford Comma"           | —   | —  | —  | —  | —  | 38  | —  | Vampire Weekend |
| 2008                                      | "Cape Cod Kwassa Kwassa" | —   | —  | —  | —  | —  | 178 | —  | Vampire Weekend |
| 2009                                      | "Cousins"                | —   | —  | —  | 24 | —  | 39  | 3  | Contra          |
| 2010                                      | "Horchata"               | 102 | 26 | 22 | —  | 69 | —   | —  | Contra          |
| 2010                                      | "White Sky"              | —   | —  | —  | —  | —  | —   | —  | Contra          |
| "—" denota que no apareixen a les llistes |                          |     |    |    |    |    |     |    |                 |